# 이천보 고가
이천보 고가(李天輔 古家)는 대한민국 경기도 가평군 상면 연하리에 있는, 조선 영조 때 영의정을 지낸 진암 이천보(1698∼1761)가 살았던 집이다. 1984년 9월 12일 경기도의 문화재자료 제55호로 지정되었다.

## 개요
조선 영조 때 영의정을 지낸 진암 이천보(1698∼1761)가 살았던 집이다. 당시 건물은 모두 소실되고 현재 있는 건물은 고종 4년(1867)에 다시 세운 것이다. 한국전쟁으로 안채는 모두 불에 타 버렸고 지금은 사랑채와 행랑채만 남아 있다.
사랑채는 一자형 건물로 앞면 6칸·옆면 1칸 반 규모이다. 왼쪽에 누마루를 두고 방·대청·방·부엌 순으로 이어져 있다. 누마루쪽 지붕은 옆면에서 볼 때 여덟 팔(八)자 모양을 한 팔작지붕이고 부엌쪽은 옆면 지붕선이 사람 인(人)자 모양을 한 맞배지붕이다. 기단과 기둥을 받치는 주춧돌은 이천보가 살았던 당시의 것으로 추정한다.

## 갤러리

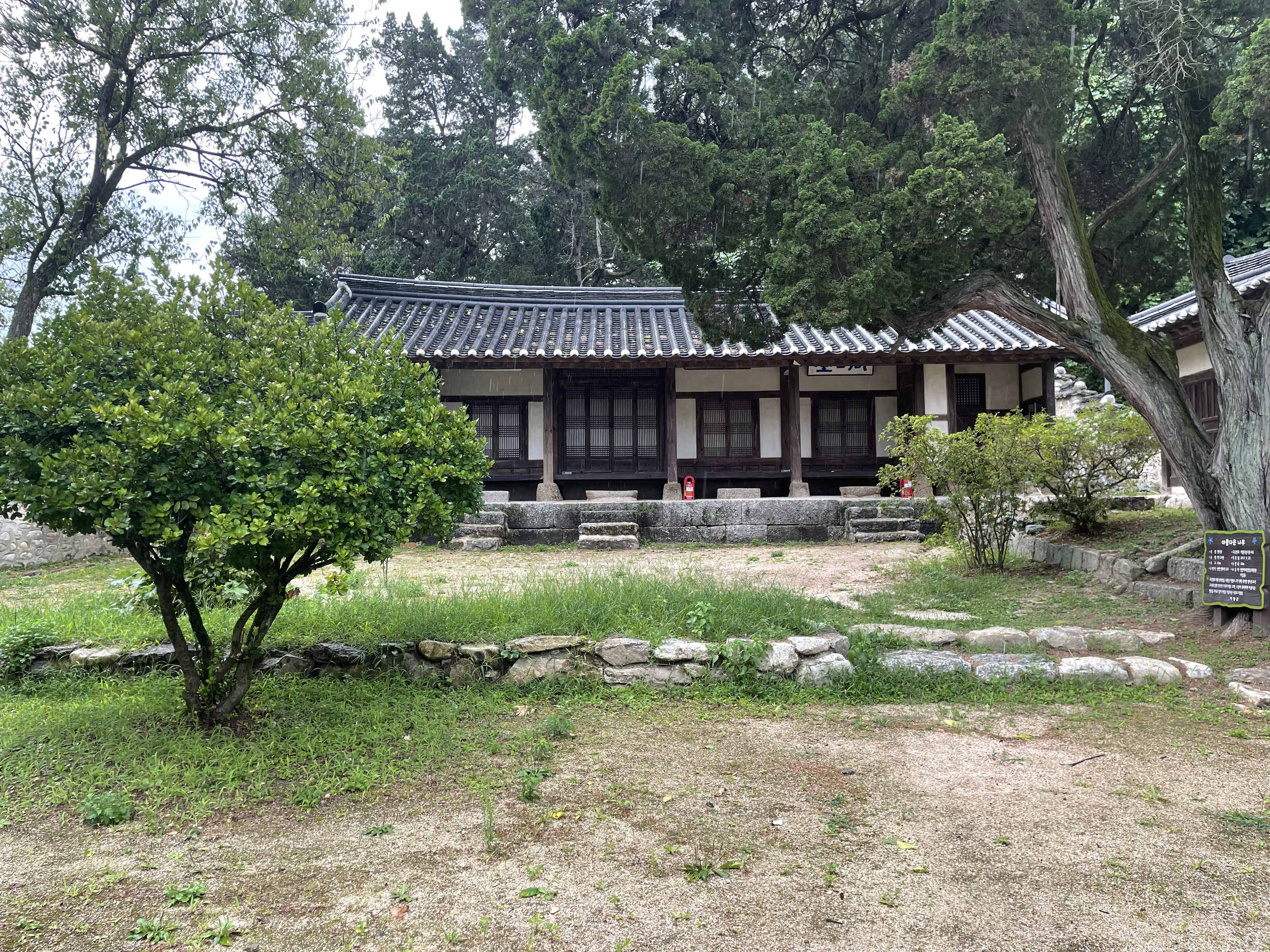
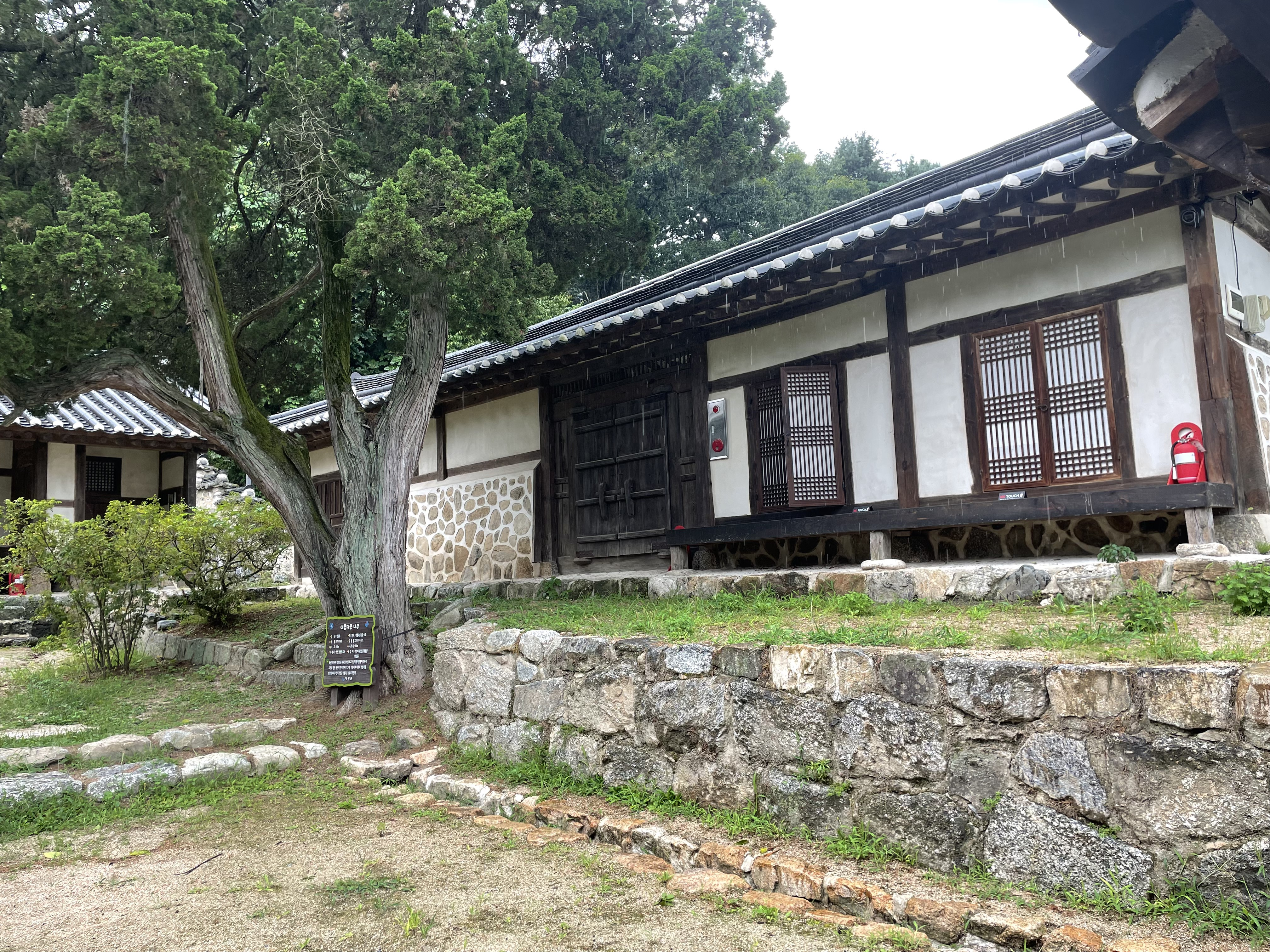
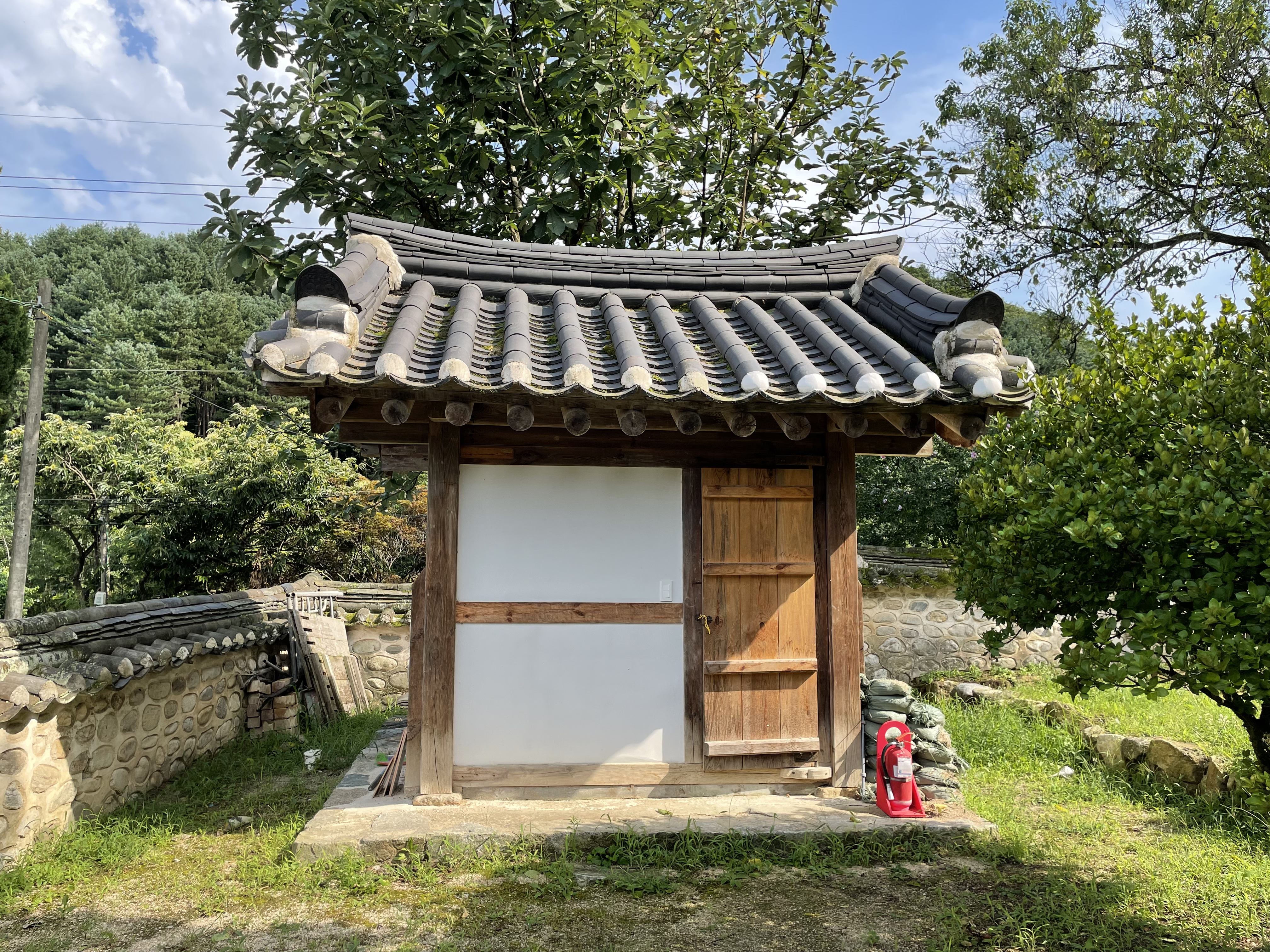
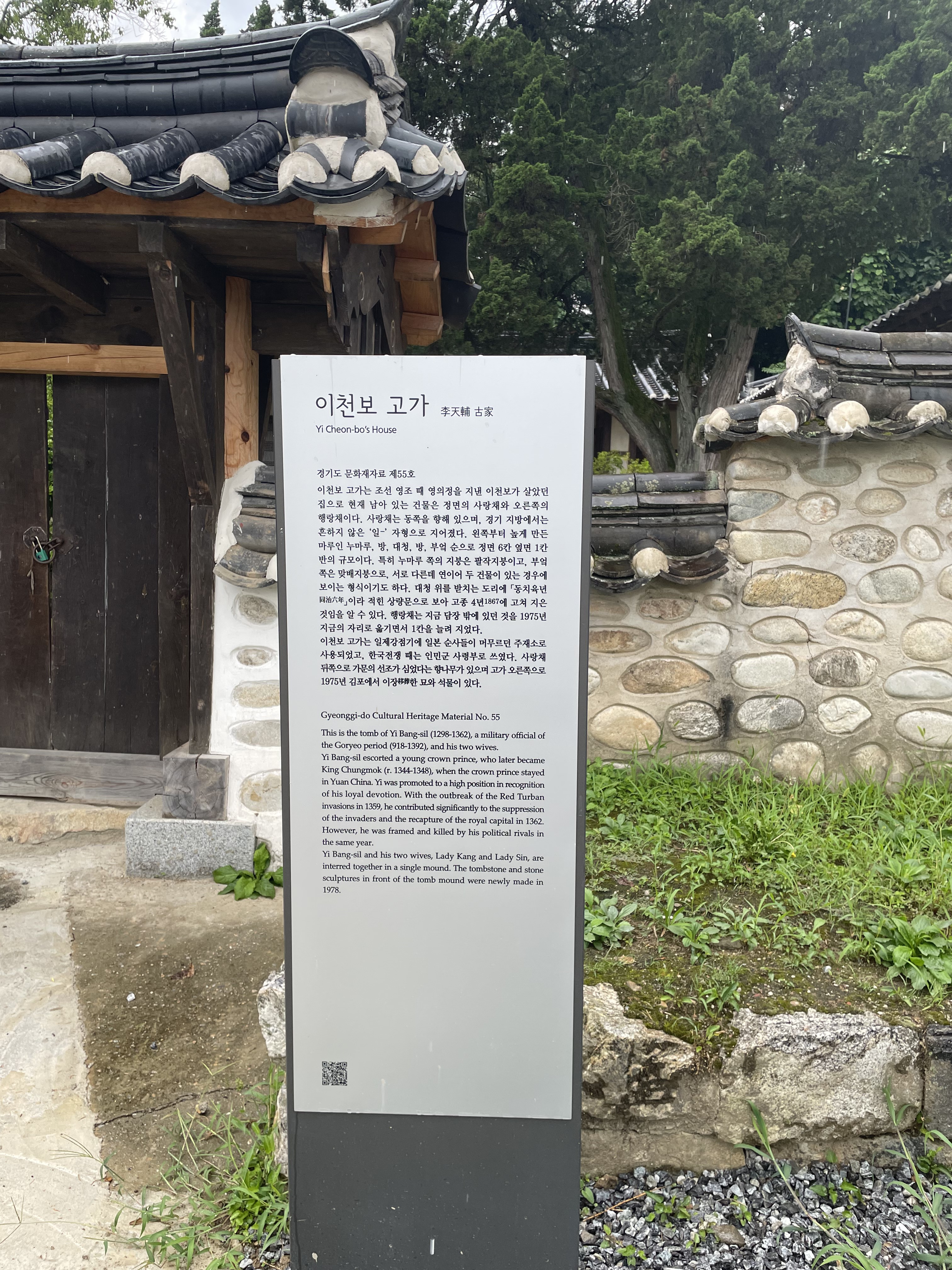

## 같이 보기
- 이천보

## 참고 문헌
- 이천보고가 - 국가유산청 국가유산포털